# Rampertshofen
Rampertshofen ist ein Ortsteil der Gemeinde Dietramszell im oberbayerischen Landkreis Bad Tölz-Wolfratshausen. Der Weiler liegt in der Moränenlandschaft des Bayerischen Alpenvorlandes.

## Geschichte

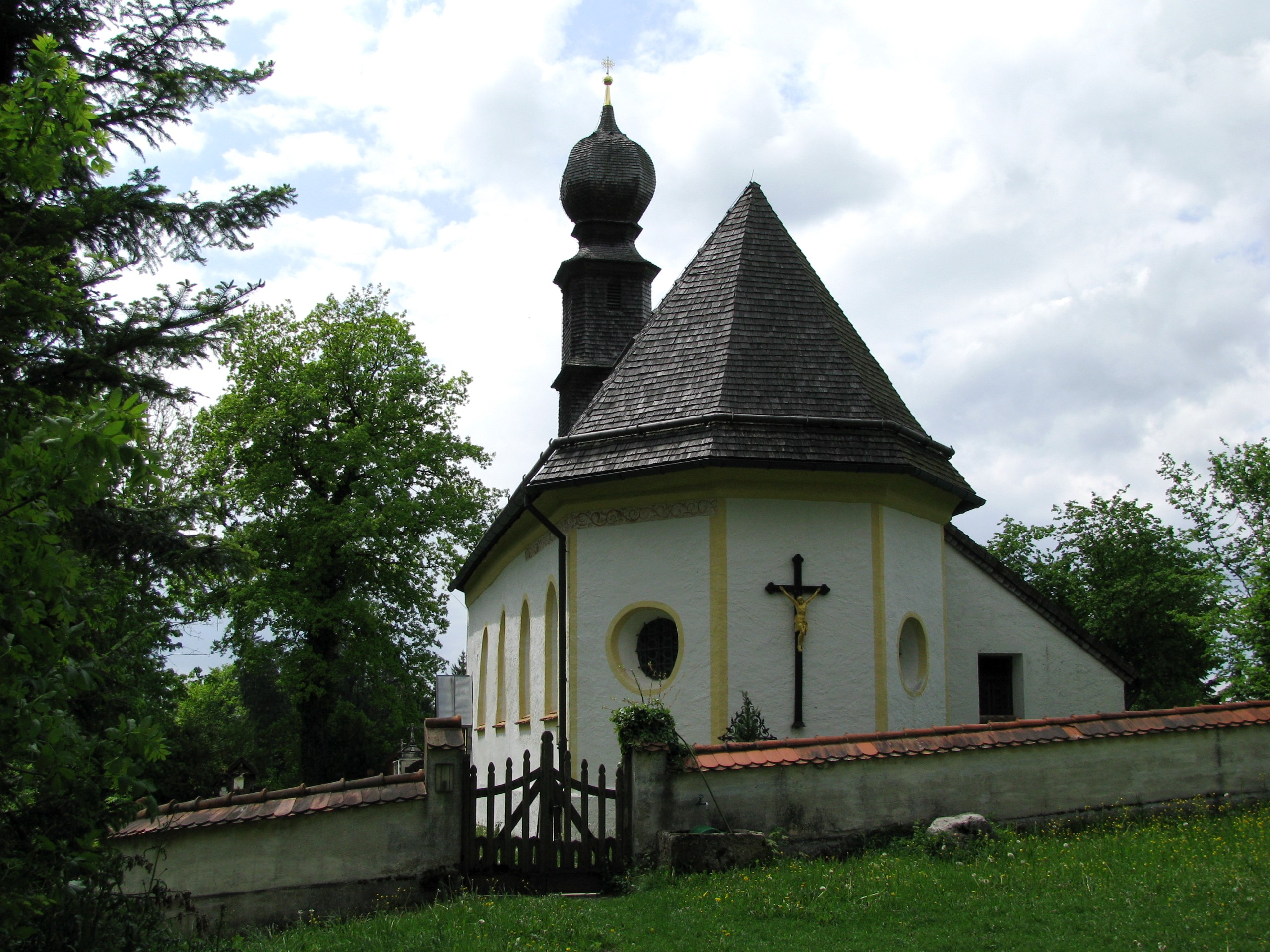
St. Georg

Der Weiler Rampertshofen, zu dem die Grabenmühle gehört, ist ein ehemaliges Kirchdorf, bestehend aus ca. drei Bauernhöfen und einer Kirche. 1840 waren 21 Personen in den drei Häusern gemeldet. Erstmals erwähnt wurde Rampertishova (= „bei den Höfen des Rampert“) 1075 n. Chr.

## Gebietsreform in Bayern
Der Weiler war bis 1971 Teil der Gemeinde Manhartshofen, die sich am 1. Januar 1972 mit den Gemeinden Baiernrain, Dietramszell, Föggenbeuern und Linden zusammenschloss. Die Gemeinde erhielt durch Bürgervotum den Namen Dietramszell. Mit der Auflösung des Landkreises Wolfratshausen kam der Ort am 1. Juli 1972 zum Landkreis Bad Tölz-Wolfratshausen (Namensführung bis 30. April 1973: Landkreis Bad Tölz).

## Einwohner
1871 wohnten im Ort 25 Personen, bei der Volkszählung 1987 wurden ebenfalls 25 Einwohner registriert.

## Denkmalgeschützte Bauten
Bei der katholischen Filialkirche Sankt Georg (Rampertshofen 4) handelt es sich um einen gotischen Saalbau mit polygonalem Chorschluss und Zwiebel-Dachreiter. Der Chor ist frühgotisch. Langhaus und Gewölbe wurden erbaut 1472 und um 1540, die Dachreiter 1793. Die Friedhofsmauer besteht aus Tuff.
Das ehemalige Kleinbauernhaus Grabmühle (Rampertshofen 5) mit Flachsatteldachbau mit Blockbau-Obergeschoss, zweiseitig umlaufender Laube und verschalter Giebellaube stammt von Anfang 19. Jahrhundert und steht ebenfalls unter Denkmalschutz. Hier lebte ab 1949 die Schriftstellerin Sigrid Heuck, deren Grabstelle sich auf dem Kirchfriedhof befindet.